# Малиновская, Мария Юрьевна
Мария Юрьевна Малиновская (род. 6 апреля 1994, Гомель, Беларусь) — белорусская поэтесса, литературный критик, редактор и литературтрегер, пишущая на русском языке.  Редактор мультилингвального журнала поэзии «RADAR». В настоящее время докторант Стэнфордского университета.
Лауреат премии «Поэзия» (2021) и ряда других премий .

## Творческая биография
Стихи пишет с 10 лет. Участник форумов молодых писателей в Липках (2010—2013). В 16 лет была удостоена премии им. Д.С.Лихачёва.
В 2016 году с отличием окончила Литературный институт имени А. М. Горького и магистратуру ИФИ РГГУ.
До 2019 — редактор отдела поэзии портала «Лиterraтура». С 2021 — соредактор в «Цирк „Олимп“+TV». Координатор проекта «Студия» на «Новой карте русской литературы».
Как литературный критик является постоянным экспертом рубрики «Хроника поэтического книгоиздания» в журнале «Воздух», вела рубрику «Книжная полка» в журналах «Новый мир» и «Дети Ра».
Публиковалась в журналах «Воздух», «Юность», «Транслит», «TextOnly», «Сноб», «Новый мир», «Дети Ра», «Зеркало», «Зинзивер», «Волга», «Урал», вестнике современного искусства «Цирк „Олимп“+TV», «The Enchanting Verses» (Индия), в антологиях «DisAccordi. Antologia di poesia russa 2003—2016» (Италия), EUROPOE (anthology of 21st century innovative European poetry, Kingston University Press, 2019) Англия, «The Thing Itself» (США), «Círculo de Poesía» (Латинская Америка) и других изданиях.
Стихи переводились на английский, итальянский, испанский, литовский, польский, шведский языки.
Участница the European Poetry Festival (Великобритания, 2019, Литва, 2019), the Nordic Poetry Festival (Норвегия, 2019), Первого онлайн-фестиваля феминистского письма (2021).

## Отзывы
10 апреля 2016 года в сетевом журнале «TextOnly» вышла первая часть поэтического цикла Марии Малиновской «Каймания»:

Это своего рода рубеж для меня как для автора и как для человека. Ровно год назад родилась идея записать в форме верлибра монологи реальных людей, страдающих психическими расстройствами, с максимальным сохранением речевых особенностей. По мере воплощения художественный замысел перерос в литературно-социальный проект, главная цель которого — дать голос тем, чья история иначе вряд ли будет услышана и интерпретирована не с одной лишь медицинской точки зрения. <…> К работе приступила с благословения духовника. Поначалу приходилось восстанавливаться буквально после каждого текста. Со временем появился некий «духовный иммунитет». <…> Эта публикация — результат двух моих «вторжений в ад» и общения с десятками вольных и невольных его обитателей при жизни. Надеюсь, это только начало.

В октябре 2016 года в вестнике современного искусства «Цирк „Олимп“+TV» вышла вторая часть цикла «Каймания». Обе части вошли в лонг-лист премии Аркадия Драгомощенко 2016 года.
Из сопроводительного письма номинатора на премию Аркадия Драгомощенко Виталия Лехциера:

Поэтический цикл Марии Малиновской «Каймания», состоящий из двух частей, представляет собой актуальную и необычную вариацию документальной поэзии, выполненной на чрезвычайно сложном и неоднозначном материале — аутентичных высказываниях людей, находящихся на учёте в психиатрической клинике. Неслучайно публикация его первой части вызвала в литературной среде «Фейсбука» настоящую дискуссионную бурю, — цикл актуализирует фундаментальные проблемы соотношения эстетики и этики, своей и чужой речи в практике поэтического письма, текста и тех социальных практик, элементом которых он является.

Из сопроводительного письма номинатора на премию Аркадия Драгомощенко Алексея Порвина

Между фактом документальным и фактом поэтической речи — бездна пока не вполне освоенных русской поэзией модусов и каналов передачи/трансформации, и голос Марии Малиновской, несомненно, бесстрашен в стремлении дойти до дна (что вовсе не следует понимать в смысле исчерпания Травмы). При этом говорить о документальных поэмах Малиновской в отрыве от её лирической поэзии нежелательно (хотя у автора данного письма сперва был соблазн разделить авторскую поэтику на два соответствующих мира), так как способы обращения с лирическими сущностями в потоке интонации, способы создания смыслопорождающей напряженности между ними схожи в некоторой степени с тем, как автор организует ready-made фрагменты в документальных поэмах, чтобы заявить о своей работе с поэтикой невыносимого, — с той разницей, что в docupoetry Малиновской неизбежно возникает поле этической оценки и более отчётливые аксиологические векторы.

## Сборники стихов
- Мария Малиновская Гореальность: книга поэзии. — М.: Авторская книга, 2013. — 151 с. (Лауреаты национальной литературной премии «Поэт года») ISBN 978-5-91945-310-9
- Мария Малиновская Движение скрытых колоний. — сост. Е. Симонова; послесл. А. Порвина. — Екатеринбург; Москва: Кабинетный учёный, 2020. — 58 с. (Серия «InВерсия»; вып. 3) ISBN 978-5-7584-0443-0
- Мария Малиновская Каймания — предисл. В. Лехциера. — Самара: Цирк Олимп +TV, 2020. — 96 с. (Поэтическая серия «Цирка „Олимп“+TV» ISBN 978-5-6043364-6-5
- Мария Малиновская Движение скрытых колоний (2020)
- Мария Малиновская Линия бегства (2024)

## Награды и премии
- Премия им. Д.С.Лихачёва (Санкт-Петербург, 2010)
- Победитель международного фестиваля русской поэзии и культуры «Пушкин в Британии». Приз имени Р. Казаковой «За лучшее стихотворение о любви» (Лондон, 2011)
- Премия Народного жюри. Шестой международный конкурс молодых российских поэтов зарубежья «Ветер странствий» (Рим, 2011)
- Победитель Всероссийского открытого фестиваля молодых поэтов «Мцыри-2011» (Москва)
- Лауреат премии «Поэт года» 2011 (Москва)
- Премия «Молодой Петербург», диплом 1 степени в номинации «Поэзия» (Санкт-Петербург, 2012)
- Победитель Международного фестиваля русской поэзии и культуры в Израиле «Арфа Давида — 2013»
- Диплом литературно-общественной премии «Светить всегда» с вручением ордена «В. В. Маяковский» (Москва, 2013)[10]
- Лонг-лист премии «Дебют» (2015)
- Лонг-лист премии Аркадия Драгомощенко (2016, 2017, 2019, 2020)
- Лонг-лист премии «Поэзия» (2019, 2020)
- Шорт-лист премии «Лицей» (2020)
- Премия «Поэзия» (2021)